# Babenzi
Les Babenzi (ou Benzi) sont un peuple pygmée vivant en République démocratique du Congo.